# Bruno García Formoso
Bruno García Formoso (sinh ngày 6 tháng 6 năm 1974) là một huấn luyện viên bóng đá trong nhà người Tây Ban Nha hiện đang là huấn luyện viên trưởng của đội tuyển bóng đá trong nhà quốc gia Nhật Bản.

## Sự nghiệp
Ông bắt đầu sự nghiệp cầm quân tại đội tuyển bóng đá trong nhà quốc gia Peru và sau đó là đội tuyển của Việt Nam. Với thành tích đưa đội tuyển bóng đá trong nhà quốc gia Việt Nam giành hạng tư tại Giải vô địch bóng đá trong nhà châu Á 2016 sau khi đánh bại Nhật Bản ở tứ kết, qua đó giành vé dự Giải vô địch bóng đá trong nhà thế giới 2016 thì ông đã được bổ nhiệm làm huấn luyện viên trưởng cho đội tuyển bóng đá trong nhà quốc gia Nhật Bản.